# Лична права
Лична права представљају део грађанских права којима се човеку и грађанину обезбеђује његова приватна личност. Циљ ових права је да, у складу са западноевропском цивилизацијом и традицијом, обезбеде у демократском друштву улогу сваком појединцу који се формира као личност и стиче политички субјективитет као грађанин.
Лична права могу бити:
- Спољашња - кад се њима штити физичка неповредивост човека међу којима су право на живот, неповредивост стана, слобода кретања и настањивања и
- Унутрашња - кад се њима штити унутрашња неповредивост човека међу којима су слобода савести и вероисповести, слобода изражавања националне припадности, слобода науке и уметности.

Уставне гарантије које појединац има према, пре свега судској и управној власти, су тројаке. То су гарантије:
1. у вези с лишењем слободе,
2. поштовања људске личности и њених права у кривичном и другим правним поступцима,
3. у вези с кажњавањем за кажњива дела и изрицањем осуда и казни.

Побројане уставне гарантије штите личну слободу човека од управне и судске власти. Оне, узете заједно, чине систем уставних гарантија једног својеврсног habeas corpus act-a. 
Неповредивост човекове личности зајемчена је и посебним личним правима чији је уживалац грађанин, у која улазе: лична слобода, право на живот, слобода кретања и настањивања, слобода савести и вероисповести, слобода изражавања националне припадности, слобода науке и уметности. Сва ова права, слободе и неповредивости зајемчени појединцу обухватају се општим појмом личне слободе. Сви они значе слободу од државне власти, па се због тога и називају „слободе“ или „неповредивости“. 
У основи, будући заштитног карактера, лична права припадају типу пасивних права чија је суштина у слободи од нечег. Таквом слободом она омогућују човеку да сачува и изрази своју приватну личност. Сва лична права представљају ограничења за државну власт. Та ограничења тичу се или управне или законодавне власти, а ређе и судске власти. Она се углавном највише односе на управну власт, па је и њихов главни циљ да појединцу обезбеде закониту управу, онакву каква постоји у правној држави, где управни органи не врше државну власт самовољно, него по напред постављеним правилима.

## Личне слободе
- Лична слобода значи, у ствари, право на личну безбедност па у извесној мери одговара англосаксонском праву habeas corpus. Та слобода даље значи да нико не може бити лишен слободе нити притворен, осим у случајевима и по поступку који су утврђени законом. Лична слобода ујамчена је према судској и управној власти, али не и према законодавној власти, пошто је лишење слободе допуштено у свим случајевима које је закон предвидео.
- Право на живот значи да је људски живот неприкосновен. Право на живот је апсолутно у државама у којима нема смртне казне. У вези са овим правом је и забрана клонирања људских бића.
- Неповредивост интегритета човека обухвата неповредивост физичког и психичког интегритета човека, његове приватности и личних права. Она значи да је људско достојанство неприкосновено и да су сви дужни да га поштују и штите. У складу с тим „свако има право на слободан развој личности под условом да се тиме не крше права других зајемчена Уставом“.
- Право на правну личност обухвата право на правну и пословну способност и на избор и коришћење личног имена. Тако, свако лице има правну способност, а пунолетством лице стиче и способност да самостално одлучује о својим правима и обавезама. Избор и коришћење личног имена и имена своје деце слободни су.
- Неповредивост стана првенствено значи да нико, укључив и власт, не може преко воље држаоца стана ући у његов стан, нити у њему вршити претрес. За тако нешто је потребно да буду испуњене Уставом или законом предвиђене формалности.
- Неповредивост тајне писама значи да нико, укључив и власт, не сме отварати приватна писма, нити се упознавати са садржином других средстава општења, осим лица којима су они упућени. Од ове неповредивости се може, међутим, одступити само на одређено време и то на основу одлуке суда из законом прописаних разлога.
- Право на заштиту података о личности је само додатна гарантија неповредивости интегритета човека. Прикупљање, обрада, коришћење и заштита података о личности уређују се законом.
- Слобода кретања и настањивања подразумева слободу кретања и настањивања грађана на целој територији државе без икаквих ограничења, осим оних установљених Уставом. Нико грађанима не може ограничити кретање на тој територији, нити их може иселити из једног места против њихове воље, односно принудити их да бораве у једном месту против своје воље. Слобода кретања и настањивања обухвата и право грађана да напусте земљу и да се у њу врате што представља тзв. право на пасош. Не сматра се да су ограничења ове слободе саобраћајни прописи о кретању људи и возила.
- Слобода савести и вероисповести постављена је на основама тзв. канцел параграфа (Kanzelparagraph) и обухвата слободу јавног исповедања вере и вршење верских обреда, као приватне ствари човека, као и слободу стварања верских удружења. Нико не може бити ослобођен од својих грађанских дужности и обавеза позивајући се на прописе своје вере. Канцел параграф је забрањивао свештеним лицима да држећи проповеди са предикаонице изражавају мишљење о нецрквеним питањима. Слобода савести је слобода уверења и моралних представа, што укључује и слободу да се верује или не верује у постојање Бога.
- Слобода изражавања националне припадности обухвата слободу изражавања националне културе и слободу употребе свог језика и писма. Такође укључује и слободу од изражавања овакве припадности.
- Слобода науке и уметности састоји се од слободе стварања и објављивања научних и уметничких дела и гарантовања ауторских права носиоцима ових духовних производа тј. моралних и материјалних права њиховим ствараоцима у складу са законом.